# フッ化水素
フッ化水素（フッかすいそ、弗化水素、hydrogen fluoride）とは、水素とフッ素からなる無機化合物で、分子式が HF と表される無色の気体または液体。水溶液はフッ化水素酸 (hydrofluoric acid) と呼ばれ、フッ酸とも俗称される。毒物及び劇物取締法の医薬用外毒物に指定されている。

## 製法
フッ化水素は、蛍石（フッ化カルシウム CaF2 を主とする鉱石）と濃硫酸とを混合して加熱することで発生させる。
{\displaystyle {\ce {CaF2 + H2SO4 -> 2HF + CaSO4}}}
水にフッ素を反応させると、激しく反応してフッ化水素と酸素が生じる（この反応様式は、塩素や臭素と異なる）。
{\displaystyle {\ce {2H2O + 2F2 -> 4HF + O2}}}

## 性質

### 分子の性質
融点 -84 ℃、沸点 19.54 ℃ で、常温では気体または液体。塩化水素などの他のハロゲン化水素の場合に比べて性質が異なる点がある。まず、F-H の結合エネルギーが大きいために電離し難く、希薄水溶液においては弱酸として振舞う。これはフッ化物イオンのイオン半径が小さいため、水素イオンとの静電気力が強いことによるとも解釈される。また、水素結合により分子間に強い相互作用を持つことから、分子量の割りに沸点が高くなっている。また、フッ素の電気陰性度があまりに大きいために、フッ化水素同士で二量体あるいはそれ以上の多量体を生成する。80℃以上の気体状態では単量体が主となる。

### 溶媒としての性質
液体フッ化水素は、様々な物質に対し大きな溶解能を有する。プロトン性極性溶媒であり、水などと同様に自己解離が存在するが、フッ素の高い陰性により、フッ化物イオンは更に一分子のHFと結合して溶媒和する。0℃でのイオン積は以下のようになる。
{\displaystyle {\ce {3HF<=>{H2F^{+}}+HF_{2}{^{-}}}}}
{\displaystyle K=\left[{\mbox{H}}_{2}{\mbox{F}}^{+}\right]\left[{\mbox{H}}{\mbox{F}}_{2}^{-}\right]=10^{-9.7}{\mbox{mol}}^{2}{\mbox{dm}}^{-6}\,}
フッ化水素の水溶液（フッ化水素酸、弗酸）は濃度により酸性度は著しく変化し、純粋なフッ化水素ではハメットの酸度関数は H0 = −11.03 を示し、純硫酸に近い強酸性媒体である。さらに純フッ化水素に1mol%の五フッ化アンチモンを加えたもの(フルオロアンチモン酸)は H0 = −20.5 という超酸としての性質が現れる。
0℃における比誘電率は83.6と、水の87.74（0℃）に近く、イオン解離に有利な溶媒としての性質を持つが、強い酸性度のためフッ化水素中で強酸としてはたらく物質は少なく、水、アルコールなど多くの分子がプロトン化を受け強塩基として振る舞う。

### ガラスとの反応
フッ化物イオンの高い求核性によるケイ素原子との強い結合形成と、ケイ酸骨格へのプロトン化の相互作用により、ガラス等に含まれるケイ酸 SiO2 と反応して、ヘキサフルオロケイ酸 H2SiF6 を生じ、これらを腐食させる。この反応は、半導体の製造プロセスにおいて重要である。
{\displaystyle {\ce {SiO2 + 6HF -> H2SiF6 + 2H2O}}}
ちなみに、気体のフッ化水素は、ガラス等に含まれる二酸化ケイ素 SiO2 と反応し四フッ化ケイ素
{\displaystyle {\ce {SiO2 + 4HF -> SiF4 + 2H2O}}} となる。
その他、ほとんど全ての無機酸化物を腐食する。そのため、容器としてポリエチレンやテフロンのボトルが使用される。

### 主な用途
フッ化物の製造原料として用いられる。フッ化水素は反応性が高く、さまざまなものを侵す。高オクタン価ガソリンを製造するためのアルキル化処理の触媒となるほか、電線被覆や絶縁材料、フライパン・眼鏡レンズのコーティングなどに使われるフッ素樹脂や、エアコンや冷蔵庫の冷媒として使われるフロン類の原料でもある。これらの用途に使われるフッ化水素は99.9%以下の低純度製品で、各国で生産されている。
一方、半導体製造工程用のフッ化水素には高純度が要求され、純度99.999%以上の 5N (Nは Nine、すなわち 9 を示す) クラスのものは液晶パネルなどの集積度が比較的低い製品に使用される。最先端半導体プロセスにおいては不純物の量が歩留まりに直結するため特に超高純度のものが要求され、エッチング工程など向けに 12N (99.9999999999%、不純物濃度 1兆分の1) の超高純度品が生産されている。
この他、モバイル機器用ディスプレイパネルに使われるフッ化ポリイミドの原料となるなど、フッ化水素は現在のハイテク産業を支える重要な物質である。
- フッ化物やフロンガス、フッ素樹脂の製造原料
- ガラスの加工
  - 彫刻、エッチング、電球・ブラウン管のつや消し
- 金属の洗浄、鋳造物の洗浄、半導体物質のエッチング剤等。

単体フッ素は、フッ化水素を電気分解することで得られる。
{\displaystyle {\ce {2HF -> F2 + H2}}}
1886年6月、アンリ・モアッサンの実験によって確立され、現在でも基本的にはこの方法が用いられる。

#### ウラン濃縮用途
核燃料製造にあたってウラン濃縮のために必要となる六フッ化ウランの製造過程において使用される。

#### 毒ガス兵器製造用途
有機リン系の神経ガスであるサリンの製造に、フッ化水素またはフッ化ナトリウムが使用される。

## 工業的生産量
フッ化水素酸（濃度50%換算値）の2013年度日本国内生産量は 64,841 t、出荷量は 56,758 t であった。
生産量を国別で見ると、80%を日本が占めており、残り20%は中華人民共和国となっている。
その他、ロシア連邦の核燃料製造・供給企業 TVEL傘下の電気化学プラント JSC “PA ECP”(Joint Stock Company Production Association Electrochemical Plant）で核燃料製造の際に使用する超高純度フッ化水素酸および超高純度無水フッ化水素を製造・販売している。

## 毒性
労働安全衛生法の第2類特定化学物質に指定されている。
ヒトの経口最小致死量は 1.5 g、あるいは体重あたり 20 mg/kg である。スプーン一杯の9%溶液の誤飲で死亡した事例もある。吸引すると、灼熱感、咳、めまい、頭痛、息苦しさ、吐き気、息切れ、咽頭痛、嘔吐などの症状が現われる。また、目に入った場合は発赤、痛み、重度の熱傷を起こす。皮膚に接触すると、体内に容易に浸透する。フッ化水素は体内のカルシウムイオンと結合してフッ化カルシウムを生じさせる反応を起こすので、骨を侵す。濃度の薄いフッ化水素酸が付着すると、数時間後にうずくような痛みに襲われるが、これは生じたフッ化カルシウム結晶の刺激によるものである。また、浴びた量が多いと死に至る。これは血液中のカルシウムイオンがフッ化水素によって急速に消費されるために、血中カルシウム濃度が低下し、しばしば重篤な低カルシウム血症を引き起こすためである。この場合、意識は明晰なまま、心室細動を起こし死亡する。
歯科治療においては、人工歯（義歯）の製造工程にフッ化水素が使われる一方で、歯のう蝕（＝虫歯）予防にフッ化ナトリウム (NaF) が使われることがある。両方ともフッ化物なので混同の危険性がある。実際に、両者の取り違えによる死亡事故（八王子市歯科医師フッ化水素酸誤塗布事故）が報告されている。
皮膚に接触した場合の応急処置としては、直ちに流水洗浄し、グルコン酸カルシウムを患部に塗布する。

## 輸出管理
フッ化水素はウラン濃縮やサリンなど毒ガスの製造にも用いられるため、生物化学兵器関連のオーストラリア・グループの枠組みにおいて輸出が統制される品目であり、日本では外国為替及び外国貿易法によって経済産業大臣の許可なく輸出することが禁止されている。
法令上は、政令である輸出貿易管理令別表第一の三の項（一）において「軍用の化学製剤の原料となる物質又は軍用の化学製剤と同等の毒性を有する物質若しくはその原料となる物質として経済産業省令で定めるもの」に該当する。フッ化水素は、この政令にいう経済産業省令である輸出貿易管理令別表第一及び外国為替令別表の規定に基づき貨物又は技術を定める省令（貨物等省令）の第二条一項の「ヘ」として掲げられている。

## 事故・災害

### 市川市におけるタンクローリーからの流出
1970年（昭和45年）9月8日、千葉県市川市の総武線のガードにタンクローリーが衝突。タンク上のバルブが壊れて積荷のフッ化水素が漏出した。現場に出動した消防士、地域住民など60人以上が火傷による負傷。

### 八王子市歯科医師フッ化水素酸誤塗布事故
1982年4月20日、東京都八王子市内の歯科医院で、歯科医師が虫歯予防用のフッ化ナトリウム(NaF)と間違えてフッ化水素酸を当時3歳の女児の歯に塗布し、急性薬物中毒で死亡させる事件が発生した。歯科医師は業務上過失致死罪により禁錮1年6月執行猶予4年の有罪判決を受けた。

### 亀尾フッ化水素酸漏出事故
2012年9月27日、韓国の慶尚北道亀尾市にある工場でフッ酸が漏出する事故が起こり、作業員ら5人が死亡、住民4千人あまりが健康被害を受けた。韓国政府は、同年10月8日に慶尚北道亀尾市山東面鳳山里一帯を特別災難地域に指定した。